# António Gomes Leal
António Duarte Gomes Leal (Pena, Lisboa, 6 de junho de 1848 — 29 de janeiro de 1921) foi um poeta e crítico literário português.

## Vida e obra
Nasceu na praça do Rossio, freguesia da Pena, em Lisboa, filho natural de João Augusto Gomes Leal (m. 1876), funcionário da Alfândega, e de Henriqueta Fernandina Monteiro Alves Cabral Leal, a qual, no entanto, não se encontra identificada no registo de batismo.
Frequentou o Curso Superior de Letras, mas não o concluiu, empregando-se como escrevente de um notário de Lisboa. Durante a sua juventude assumiu pose de poeta boémio e janota, mas, com a morte da sua mãe, em 1910, caiu na pobreza e reconverteu-se ao catolicismo. Vivia da caridade alheia, chegando a passar fome e a dormir ao relento, em bancos de jardim, como um vagabundo, tendo uma vez sido brutalmente agredido pela canalha da rua. No final da vida, Teixeira de Pascoaes e outros escritores lançaram um apelo público para que o Estado lhe atribuísse uma pensão, o que foi conseguido, apesar de diminuta.
Foi um dos fundadores do jornal "O Espectro de Juvenal" (1872) e do jornal "O Século" (1880), tendo colaborado também na Gazeta de Portugal, Revolução de Setembro e Diário de notícias. Tem ainda colaboração na revista ilustrada Nova Silva  (1907) e outras publicações periódicas, nomeadamente: a Revista de arte e de crítica  (1878-1879), O Berro  (1896), Branco e Negro  (1896-1898), Brasil-Portugal (1899-1914), A Corja   (1898), Galeria republicana  (1882-1883), A imprensa (1885-1891), Jornal de domingo (1881-1888) A leitura (1894-1896), A Mulher   (1879), As Quadras do Povo  (1909), Ribaltas e Gambiarras  (1881), O Thalassa (1913-1915), Argus  (1907), O Xuão  (1908-1910), Lusitânia  (1914), Revista de turismo  iniciada em 1916, no periódico O Azeitonense  (1919-1920) e no jornal Miau! (1916). A sua obra insere-se nas correntes ultra-romântica, parnasiana, simbolista e decadentista.

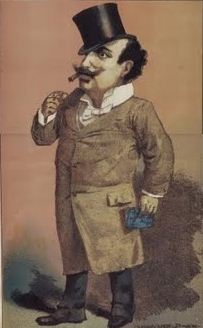
Gomes Leal caricaturado por Rafael Bordalo Pinheiro

Em 1933 a Câmara Municipal de Lisboa homenageou o poeta dando o seu nome a uma rua no Bairro do Arco do Cego, freguesia do Areeiro.